# Jean Paul Leroux
Jean Paul Leroux Pompa, bardziej znany jako Jean Paul Leroux (ur. 7 stycznia 1976 r. w Caracas) – wenezuelski aktor teatralny, telewizyjny i filmowy, producent filmowy.

## Filmografia

### TV
- 2001: Krok do szaleństwa (Más que amor, frenesí) jako Chacón
- 2002: Mambo i kanał (Mambo y canela) jako Dino
- 2006: Błogosławione Miasto (Ciudad bendita) jako Jerry Colón
- 2007: Ostatnia godzina (Tiempo Final) jako Pablo, jorge
- 2008: Pnącza (La trepadora) jako Nicolas Del Casal
- 2008: Ostatnia godzina (Tiempo Final) jako Gustavo
- 2010: Otwarte serce (A corazón abierto) jako Sebastián Cardenas
- 2012: Lynch jako Doktor Federico Sanz
- 2012: Najświętsza (Las Santisimas)
- 2013: Bandidas (Las Bandidas) jako Sergio Navarro
- 2013–2014: Quiero amarte jako Jorge
- 2014: La Malquerida (Źle kochana) jako Jesús Robledo

### Filmy fabularne
- 2005: Porwanie dla okupu (Secuestro express) jako Martin
- 2006: Elipsa (Elipsis) jako Damián Sutton
- 2007: 13 sekund (13 segundos) jako Darío, mąż Claudii
- 2007: Ten długi lub krótki (Ni tan largos... ni tan cortos) jako Juan Carlos
- 2007: Co ma inne (Lo que tiene el otro)
- 2008: Do proszku (Por un polvo) jako Alejandro
- 2010: Twarze diabła (Las Caras del Diablo) jako Ramirez
- 2008: Ostatni korpus (El último cuerpo)